# Amiga arnaca
Pour les articles homonymes, voir Amiga (homonymie).
Amiga
Genre
Espèce
Synonymes
- Chloreuptychia arnaca (Fabricius, 1776)[1]
- Euptychia ebusa (Cramer, [1780])[2]
- Euptychia arnaea f. priamis d'Almeida, 1922[2]
- Papilio arnaca Fabricius, 1776[2]
- Papilio ebusa Cramer, [1780][2]

Amiga arnaca, unique représentant du genre Amiga, est une espèce sud-américaine de lépidoptères (papillons) de la famille des Nymphalidae.

## Description
L'imago d’Amiga arnaca est un papillon d'une envergure d'environ 38 mm, au dessus marron nacré dont l'aile postérieure présente une bordure costale  marron nacré alors que tout le reste de l'aile postérieure est bleu nacré.
Le revers est, pour l'aile antérieure, de couleur marron nacré, pour l'aile postérieure bleu nacré très vif à l'aire postdiscale et au bord interne. Deux bandes marron limitent les aires discale et postdiscale. Un ocelle noir cerné de jaune et doublement pupillé marque l'apex des ailes antérieures, et les ailes postérieures sont marquées d'une ligne d'ocelles cerclés de jaune dont seuls celui proche de l'angle anal et un gros proche de l'apex sont noir et pupillés.

## Biologie
Amiga arnaca vole toute l'année.

### Plantes hôtes
Les plantes hôtes de sa chenille sont des graminées, Eleusine, Oplismenus, Ichnanthus.

## Écologie et distribution
Amiga arnaca est présent au Mexique, au Panama, au Guatemala, au Costa Rica, en Colombie, en Équateur, en Bolivie, au Brésil, au Surinam et en Guyane,,,.

### Biotope
Amiga arnaca réside en sous-bois.

## Systématique
L'espèce Amiga arnaca a été décrite par l'entomologiste danois Johan Christian Fabricius en 1776, sous le nom initial de Papilio arnaca.
Elle est classée dans la famille des Nymphalidae, la sous-famille des Satyrinae, la tribu des Satyrini et la sous-tribu des Euptychiina.
Elle a longtemps été placée dans le genre Chloreuptychia, mais en 2019, une analyse de phylogénétique moléculaire a montré qu'elle n'était pas étroitement apparentée aux autres espèces de Chloreuptychia, ce qui a conduit à créer pour elle un nouveau genre : Amiga Nakahara, Willmott & Espeland, 2019, dont elle est actuellement la seule espèce.

## Liste des sous-espèces
Nakahara et al. (2019) recensent quatre sous-espèces :
- Amiga arnaca adela Nakahara & Espeland, 2019
- Amiga arnaca arnaca (Fabricius, 1776)
- Amiga arnaca indianacristoi Nakahara & Marín, 2019
- Amiga arnaca sericeella (Bates, 1865)

## Noms vernaculaires
Amiga arnaca se nomme en anglais Arnaca Blue Ringlet ou Blue-smudged Satyr,.

## Protection
Pas de statut de protection particulier[réf. souhaitée].